# Gurserkopf
Gurserkopf är en bergstopp i Österrike.   Den ligger i distriktet Landeck och förbundslandet Tyrolen, i den västra delen av landet, 500 km väster om huvudstaden Wien. Toppen på Gurserkopf är 2 742 meter över havet, eller 135 meter över den omgivande terrängen. Bredden vid basen är 1,2 km.
Terrängen runt Gurserkopf är bergig västerut, men österut är den kuperad. Runt Gurserkopf är det glesbefolkat, med 15 invånare per kvadratkilometer.. Närmaste större samhälle är Pfunds, 9,3 km norr om Gurserkopf. 
Trakten runt Gurserkopf består i huvudsak av gräsmarker.